# Río Santo Tomás (Perú)
Río Santo Tomás que río arriba se llama Cayacti y río abajo sucesivamente se llama Jaraucata, Qullpa (Collpa) y Yawina (Yavina) es un río en el Perú.

## Localización
Se ubica en el límite de las provincias de Cotabambas, Chumbivilcas y Paruro de los departamentos de Apurímac y Cusco respectivamente. Pertenece a la cuenca del río Apurímac y por consecuencia a la cuenca amazónica.

## Origen
Se origina en el suroeste del distrito de Santo Tomás en la provincia de Chumbivilcas del departamento de Cuzco entre las montañas Minasniyuq y Qullpa K'uchu a una altitud de 4940 m s.n.m. Al principio su dirección es hacia el norte. Al sur de la montaña Wamanripa gira hacia el noreste. Recibe aguas de la confluencia con Sinqa Wayq'u. Cerca de la localidad de Santo Tomás gira nuevamente hacia el norte. La confluencia con el río Apurímac se encuentra en una montaña denominada Tinkuq (Tincoc) en el límite de los distritos de Tambobamba, Ccapi y Huanoquite.